# Kazimierz Bujnicki
Kazimierz Bujnicki (ur. 30 listopada 1788 w Krasławiu, zm. 14 lipca 1878 w Dagdzie) – polski pisarz. 

## Życiorys
Jeden z organizatorów życia umysłowego w Inflantach i na Białorusi. W latach (1842–1849) wydawał w Wilnie czasopismo "Rubon". Współpracował z "Tygodnikiem Petersburskim", "Ateneum" i "Kroniką Rodzinną". Ogłosił kilka powieści obyczajowych: "Wędrówki po małych drogach" (1841), "Pamiętniki księdza Jordana" (1849–1852), utwór wierszowany "Stanowisko poety" (1848) oraz "Komedie prozą i wierszem" (1851).
Był jednym z autorów haseł do 28 tomowej Encyklopedii Powszechnej Orgelbranda z lat 1859-1868. Jego nazwisko wymienione jest w I tomie z 1859 roku na liście twórców zawartości tej encyklopedii.

## Publikacje
- Wędrówka po małych drogach. Szkice obyczajów na prowincji, T. I, Wilno 1841.
- Wędrówka po małych drogach. Szkice obyczajów na prowincji, T. II, Wilno 1841.
- Siostra Giertruda. Powieść wierszem napisana, Wilno 1842.
- Rubon. Pismo poświęcone pożytecznej rozrywce, Wilno 1842-1849.
- Komedye prozą i wierszem, Wilno 1851.
- Nowa wędrówka po małych drogach. Szkice obyczajowe, T. I, Wilno 1852.
- Nowa wędrówka po małych drogach. Szkice obyczajowe, T. II, Wilno 1852.
- Pamiętniki księdza Jordana. Obrazek Inflant w XVII wieku, Tom I. Wilno 1852.[2]
- Pamiętniki księdza Jordana: obrazek Inflant w XVII wieku, Tom II. Wilno 1852.[3]
- Stara panna. Powieść współczesna, Wilno 1855.
- Biórko. Obrazek obyczajowy z lat ostatnich minionego wieku, Cz. 1, Wilno 1862.
- Biórko. Obrazek obyczajowy z lat ostatnich minionego wieku, Cz. 2, Wilno 1862.

## Literatura dodatkowa
- Tadeusz Turkowski: Bujnicki Kazimierz. W: Polski Słownik Biograficzny. T. 3: Brożek Jan – Chwalczewski Franciszek. Kraków: Polska Akademia Umiejętności – Skład Główny w Księgarniach Gebethnera i Wolffa, 1937, s. 109–110. Reprint: Zakład Narodowy im. Ossolińskich, Kraków 1989, ISBN 83-04-03291-0